# Broadlands
Broadlands è un villaggio degli Stati Uniti d'America, situato nello Stato dell'Illinois e in particolare nella contea di Champaign.

## Storia
In origine proprietà della famiglia Sullivant, Broadlands era, con i suoi 70 000 acri (280 km²), una delle più vaste fattorie in assoluto alla fine degli anni sessanta del XIX secolo. Venne venduta nel 1866 all'allevatore originario della Virginia Occidentale John T. Alexander (1820–1876) e suddivisa dopo la sua morte per pagare i creditori.